# 1626 w literaturze
Wydarzenia literackie w 1626 roku.

## Nowe książki
- polskie

- zagraniczne

## Zmarli
- Abraham Holland, angielski poeta
- Cyril Tourneur, angielski dramaturg
- Francis Bacon, angielski filozof
- Théophile de Viau, francuski poeta